# International Council for Ski Mountaineering Competitions
Der International Council for Ski Mountaineering Competitions (ISMC) war der internationale Rat bzw. die Kommission der Union Internationale des Associations d’Alpinisme (UIAA) für Wettkämpfe im Skibergsteigen und auch im Vertical Race. Der Sitz des ISMC war in Barcelona. Der ISMC ging 1999 aus dem Comité International du Ski-Alpinisme de Compétition (CISAC) hervor und wurde 2008 von der International Ski Mountaineering Federation (ISMF) abgelöst.

## ISMC-Wettbewerbe
Die Rennen des Welt- und Europacups dauerten ungefähr zwei Stunden, wiesen eine hohe durchschnittliche Hangneigung auf und enthielten technische Passagen, die ein Abschnallen und Tragen der Ski erforderlich machten. Der seit 2004 ausgetragene Weltcup im Skibergsteigen knüpft an die Tradition der Militärpatrouillen bei den Olympischen Winterspielen von 1924, 1928, 1936 und 1948 an. In der Regel wurden auch Wettkämpfe im Vertical Race mit ausgetragen.
- Europacup im Skibergsteigen seit 1992
- Europameisterschaft im Skibergsteigen seit 2001, zuvor seit 1992 durch das CISAC
- Weltmeisterschaft im Skibergsteigen seit 2002
- Weltcup im Skibergsteigen seit 2004

## Nationale UIAA-ISCM-Mitgliedsverbände
| Land                | nationaler Verband                                    | Bemerkung                             |
| ------------------- | ----------------------------------------------------- | ------------------------------------- |
| Andorra             | Federació Andorrana de Muntanyisme                    |                                       |
| Argentinien         | Federación Argentina de Ski y Andinismo               |                                       |
| Belgien             | Club Alpin Belge                                      |                                       |
| Bulgarien           | Bulgarian Alpine Club                                 |                                       |
| Kanada              | Alpine Club of Canada                                 |                                       |
| Chile               | Federación de Andinismo de Chile                      |                                       |
| Volksrepublik China | Chinese Mountaineering Association                    |                                       |
| Dänemark            | Dansk Bjergklub                                       |                                       |
| Deutschland         | Deutscher Alpenverein                                 |                                       |
| Frankreich          | Club Alpin Français                                   | nicht stimmberechtigt                 |
| Frankreich          | Fédération française de la montagne et de l’escalade  |                                       |
| Griechenland        | Hellenic Federation of Mountaineering and Climbing    |                                       |
| Iran                | I.R.Iran Mountaineering Federation                    |                                       |
| Italien             | Club Alpino Italiano                                  | nicht stimmberechtigt                 |
| Italien             | Federazione Italiana Sport Invernali                  |                                       |
| Japan               | Japan Mountaineering Association                      |                                       |
| Liechtenstein       | Liechtensteiner Alpenverein                           |                                       |
| Marokko             | Fédération Royale Marocaine de Ski et Montagne        |                                       |
| Österreich          | ASKIMO                                                | seit Okt. 2007; nicht stimmberechtigt |
| Österreich          | Verband Alpiner Vereine Österreichs                   |                                       |
| Polen               | Polski Związek Alpinizmu                              |                                       |
| Rumänien            | Romanian Federation of Mountaineering and Climbing    |                                       |
| Russland            | Union of Mountaineers and Climbers of Russia          |                                       |
| Schweiz             | Schweizer Alpen-Club                                  |                                       |
| Singapur            | Singapore Mountaineering Federation                   |                                       |
| Slowakei            | Slovenský horolezecký spolok JAMES                    |                                       |
| Slowenien           | Planinska Zveza Slovenije                             |                                       |
| Spanien             | Federació d’Entitats Excursionistes de Catalunya      | nicht stimmberechtigt                 |
| Spanien             | Federación Española de Deportes de Montaña y Escalada |                                       |
| Spanien             | Centre Excursionista de Catalunya                     | nicht stimmberechtigt                 |
| Südkorea            | Korean Alpine Federation                              |                                       |
| Tschechien          | Český horolezecký svaz                                |                                       |
| Vereinigte Staaten  | American Alpine Club                                  |                                       |